# Voice or Noise
Voice or Noise ist eine Manga-Serie der japanischen Zeichnerin Yamimaru Enjin, die von 2003 bis 2015 in Japan erschien. Sie wurde ins Deutsche und Englische übersetzt und lässt sich in die Genres Fantasy und Boys Love einordnen. Die Geschichte handelt von der Beziehung eines Mittelschülers zu einem jungen Dozenten, die beide mit Tieren reden können.

## Inhalt
Der Mittelschüler Shinichiro geht mit seinem Hund Flappy, der in letzter Zeit alle anderen Hunde anbellt und tote Katzen anschleppt, zum Tierarzt Ikegami. Der stellt fest, dass Flappy körperlich nichts fehlt und empfiehlt Shinichiro, seinen Freund Narusawa zu besuchen. Denn der Dozent könne mit Tieren sprechen und so Flappy vielleicht heilen. Narusawa wiegelt ab und sagt, er könne nicht mit Tieren reden. Shinichiro aber weiß, dass das möglich ist, da er sich als Kind selbst mit einer Katze unterhalten hat. Schließlich lernt er Narusawas Katze Acht kennen, mit der er reden kann. Als Narusawa das bemerkt, gibt er nach und spricht mit Flappy. Der hielt sich für einen jungen Wolf und verhielt sich entsprechend wild, doch Narusawa kann ihn überzeugen, dass er nur ein Hund ist.
Nach Flappys Heilung nimmt sich Shinichiro vor, selbst zu lernen wie man mit allen Tieren sprechen kann. Immer wieder besucht er Narusawa, um von ihm zu lernen. Doch der ist davon zunächst gar nicht begeistert, obwohl auch Ikegami ihm rät Shinichiro zu helfen. So unterhält sich Shinichiro meist mit Acht und erfährt, dass Narusawa und Ikegami ein Paar sind. Mit der Zeit schließt Narusawa aber auch Shinichiro ins Herz und der Mittelschüler selbst wird sich seiner Gefühle für Narusawa unsicher.

## Veröffentlichung
Die Serie erschien erstmals von 2003 bis 2015 im Magazin Chara beim Verlag Tokuma Shoten, der die Kapitel auch in sechs Sammelbänden herausbrachte. Drei der Bände erschienen ab 2007 auf Englisch bei Blu Manga. Zwischen Juni 2017 und April 2018 veröffentlichte Tokyopop die Serie komplett auf Deutsch.